# Oberá

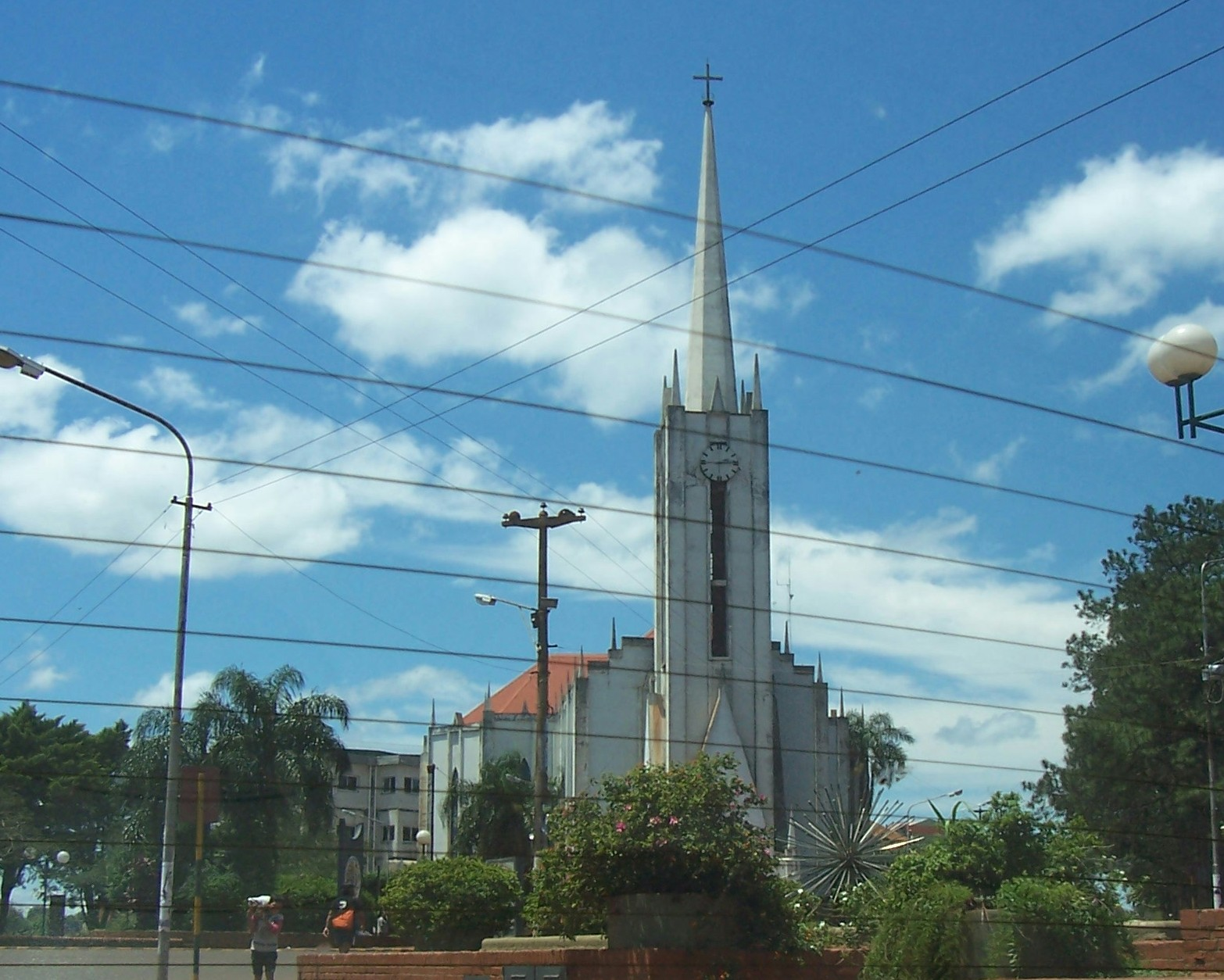
Katedra św. Antoniego w Oberze

Oberá (z guarani: jaśniejąca) – miasto w prowincji Misiones, w departamencie Oberá w Argentynie. Czasem nazywane jest Górską Stolicą. Leży 96 km od stolicy prowincji, Posadas. W mieście znajduje się polski konsulat honorowy.
Oberá jest drugim co do ważności miastem prowincji i stolicą regionu Sierras Centrales. Jest nowoczesnym, rozwijającym się ośrodkiem ruchu turystycznego, a także ważnym ośrodkiem kulturalnym. Przedstawiciele piętnastu zamieszkujących miasto narodowości co roku organizują narodowy festiwal imigrantów.